# Phanias distans
Phanias distans är en spindelart som beskrevs av Banks 1924. Phanias distans ingår i släktet Phanias och familjen hoppspindlar. Inga underarter finns listade i Catalogue of Life.